# Attentat de la cathédrale Sainte-Nédélia de Sofia
 (février 2010).
Si vous disposez d'ouvrages ou d'articles de référence ou si vous connaissez des sites web de qualité traitant du thème abordé ici, merci de compléter l'article en donnant les références utiles à sa vérifiabilité et en les liant à la section « Notes et références ».
L’attentat de la cathédrale Sveta-Nedelja de Sofia est l’acte terroriste le plus meurtrier qu’ait connu le Royaume de Bulgarie. Perpétré le 16 avril 1925, par des membres du Parti communiste bulgare (PCB), l’action se déroule pendant les funérailles du général Konstantin Georgiev, assassiné deux jours auparavant par des bolcheviks. Au cours de la cérémonie, le dôme principal de la cathédrale explose et tombe sur l’assemblée provoquant la mort de cent cinquante personnes, dont de nombreux hommes politiques et officiers supérieurs, ainsi qu'un certain nombre de civils.

## Les circonstances
Après l'échec de l'insurrection du 23 septembre 1923, l’interdiction du PCB le 2 avril 1924 par la Cour d'appel suprême, et l’arrestation de nombreux activistes communistes, le PCB se trouve dans une situation difficile. Passant de 38 000 à 3 000 membres[source insuffisante], l’existence du parti est de plus en plus menacée. Le Comité central du PCB décide alors d’établir un service d’action, incluant Jako Dorosiev, le capitaine Ivan Minkov et Valko Tchervenkov. L’Organisation Militaire (OM) du PCB, menée par le commandant Kosta Jankov et le capitaine Ivan Minkov, s’organise en petites cellules terroristes qui effectuent des attentats isolés. Toutefois, cela n’empêche pas la police d’en être informée et de démanteler la plupart de ces petits groupes communistes.
En décembre 1924, le PCB recrute Petǎr Zadgorski, le sonneur de cloche de la cathédrale Sveta-Nedelya. Dimitǎr Hadžidimitrov et Dimitǎr Zlatarev, chefs de la section armée de l’OM, suggèrent alors d’assassiner le chef de la police Vladimir Načev et de piéger son enterrement. Ils espèrent, de cette manière, éliminer un grand nombre de hauts fonctionnaires de la police, et ainsi relâcher la pression exercée par les autorités sur les communistes. L’idée est bien accueillie par Stanke Dimitrov, le secrétaire du Comité central, qui en discute avec Georgi Dimitrov et Vasil Kolarov, les secrétaires généraux du Komintern, au début de l’année 1925. Mais ces derniers refusent la proposition, pensant qu’un tel acte devait être précédé d’un soulèvement d’ampleur nationale.
Pendant ce temps, le gouvernement continue de persécuter le PCB. Le 10 mars 1925, à la suite de l’assassinat du haut fonctionnaire Vǎlčo Ivanov le 12 février, un amendement est introduit à la Loi sur la protection de l’État, donnant aux autorités une plus grande liberté d'action. Le 26 mars, Jako Dorosiev, un des principaux chefs de l’OM, est assassiné. Se sentant menacés, les chefs du PCB et de l’OM décident finalement de mettre en place leur plan. Il n’est cependant pas établi que cette décision ait eu ou non l’approbation ou l’aide du Komintern.

## L’attentat
La direction de l’OM charge l’unité d’actions de Petǎr Abadžiev, qui avait lui-même recruté le sonneur de cloche Petǎr Zadgorski, de cette mission. Avec son aide, Abadžiev et Asen Pavlov chargent, pendant deux semaines, 25 kilos d'explosifs dans le grenier de la cathédrale Sveta-Nedelja. Les explosifs sont installés dans un paquet, au-dessus d'une des colonnes du dôme principal, située à l'entrée sud de l’édifice. Le système de détonation est équipé d’une mèche d’une longueur de 15 mètres, permettant ainsi aux terroristes de s’éclipser avant l’explosion.
Néanmoins, un problème se pose. L’enterrement de Vladimir Načev est sujet à une telle protection renforcée de la part de la police, que l’OM préfère alors se trouver une autre victime, pour une nouvelle cérémonie. Le sort désigne l’ancien général Konstantin Georgiev, député de la majorité. Le 14 avril 1925 à 20h, Konstantin Georgiev est assassiné par Atanas Todovičin, en face d’une église de Sofia où il se rendait avec sa petite-fille.
La cérémonie funèbre du général Georgiev est fixée deux jours après, pendant le jeudi saint. Afin d’augmenter le nombre de victimes, les organisateurs envoient de faux faire-part au nom de l’association des officiers de réserve. À 7 heures, Zadgorski mène Nikola Petrov au grenier, où Petrov doit allumer la mèche au signal de Zadgorski. Le cortège funèbre entre dans la cathédrale à 15 heures. La cérémonie est effectuée par l’évêque Stefan, futur exarque de Bulgarie. Le cercueil est initialement placé à côté de la colonne devant exploser, mais on l’avance à cause de la nombreuse assemblée, venue assister à la cérémonie.
Conformément au plan des terroristes, Zadgorski donne le signal de mise à feu à Nikola Petrov, quand les gens se rassemblent et que la célébration commence. Puis, tous deux, quittent l’édifice à 15h20. L’explosion démolit le dôme principal de la cathédrale, ensevelissant et blessant de nombreuses personnes à l’intérieur.

## Les victimes
Cent cinquante personnes trouvèrent la mort dans cet attentat, et on dénombre près de cinq cents blessés. Tous les membres du gouvernement survécurent. Le tsar Boris III, quant à lui, ne se trouvait pas dans la cathédrale ; victime d’un attentat deux jours auparavant au col d’Araba-Konak dans les montagnes du Stara planina, il se trouvait aux funérailles des victimes de son attentat : son garde-chasse et le préparateur du Musée d’histoire naturelle.
Parmi les victimes se trouvant dans les décombres de la cathédrale, se trouvent :
Onze généraux dont le général Kalin Najdenov (Ministre de la Guerre durant la Première Guerre mondiale), le général Ivan Popov et le général Grigor Kjurkčjev ; vingt-cinq officiers supérieurs ; le commandant de l’armée bulgare à Dojran Stefan Nerezov ; le maire de Sofia Paskal Paskalev ; le gouverneur régional Nedelčev ; le chef de la police Kisov ; trois députés ; quatre journalistes ; deux avocats ; un banquier ; quatre architectes ; et toute une classe d'un lycée de jeunes filles.[source insuffisante]

## Les conséquences directes
Le soir même, la loi martiale est proclamée. La Ligue militaire, mouvement proche de l’extrême droite, organise une vague de répressions illégales qui reçoit cependant l’approbation tacite du gouvernement. Pendant les deux semaines qui suivent, près de quatre cent cinquante personnes sont tuées sans être condamnées ; parmi eux, le poète Geo Milev et le journaliste Joseph Herbst. Le gouvernement d’Alexandǎr Cankov, quant à lui, arrête 3 194 personnes dont 1 182 seront inculpées et 268 condamnées à mort ; toutefois très peu de sentences seront exécutées[source insuffisante].

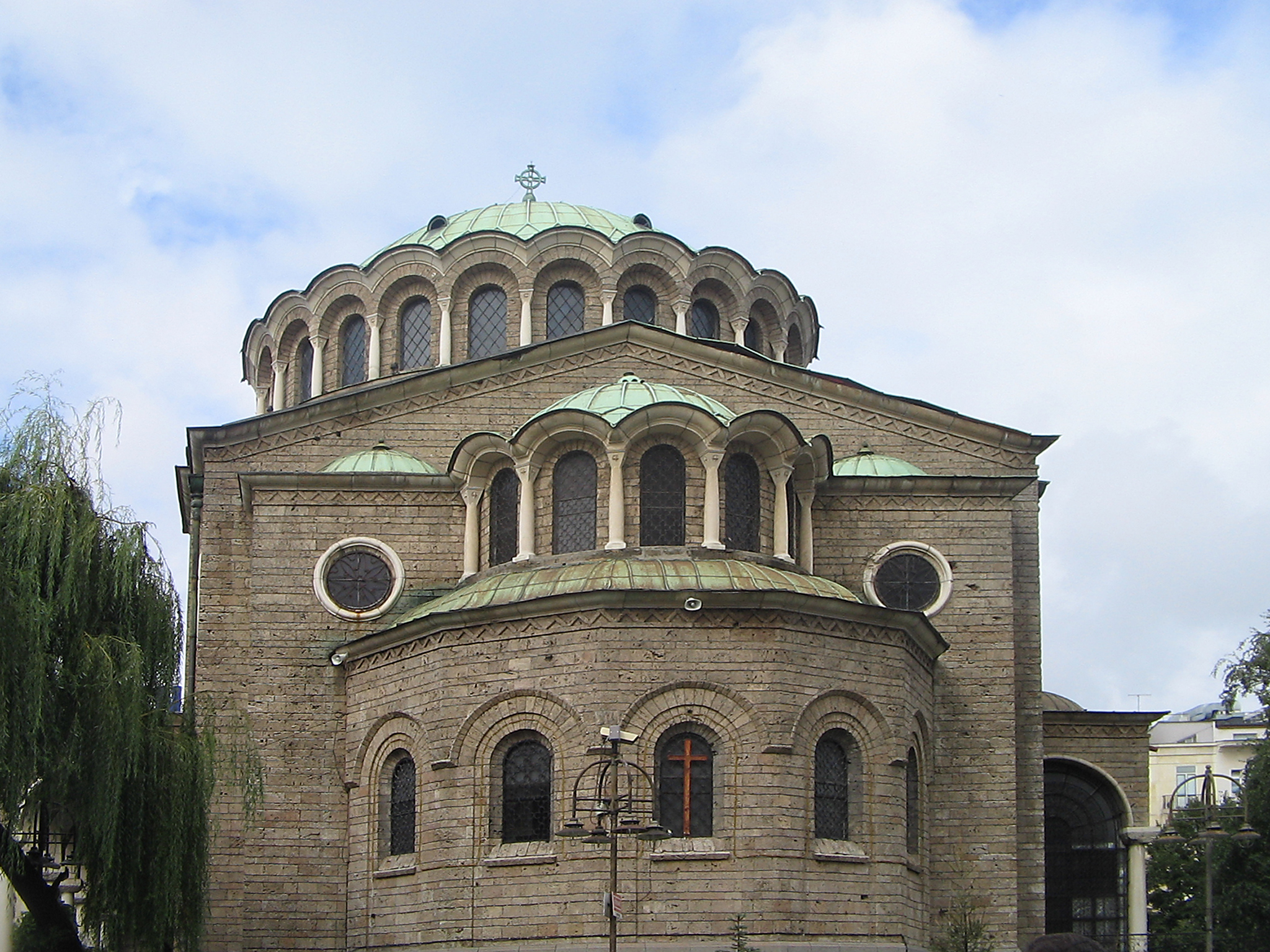
cathédrale Saint-Nédila a Sofia

Les leaders de l’OM figurent parmi ceux exécutés. Quant aux organisateurs de l’attentat, - Dimitǎr Zlatarev, Petar Abadžiev et Nikola Petrov - ils parviennent à s’enfuir en Union soviétique en passant par la Yougoslavie. Petǎr Zadgorski (le sonneur de cloche) se rend à la police bulgare pour des aveux.
Le procès des responsables de l’attentat se tient devant le tribunal militaire de Sofia entre le 1er et le 11 mai. Petǎr Zadgorski, le lieutenant-colonel Georgi Koev - qui tente vainement de cacher Ivan Minkov -, et Marko Fridman, un chef de l’OM, furent condamnés à mort. Stanke Dimitrov, Petǎr Abadžiev, Dimitǎr Grančarov, Nikolaj Petrini et Hristo Kosovski reçoivent la peine capitale par contumace, bien que les trois derniers furent déjà exécutés durant les semaines précédentes.
Marko Fridman, le chef des accusés de ce procès, avoue que l’organisation fut soutenue financièrement et militairement par l’Union soviétique, mais rejette toutes les responsabilités sur Kosta Jankov et Ivan Minkov, qui, selon lui, ont agi sans l’accord du PCB.

## Sources
- Markov, Georgi. Pokušenija, nasilie i politika v Bǎlgarija 1878-1947. Voenno izdatelstvo, Sofia, 2003.  (ISBN 954-509-239-4)
- Pešev, Petar. Istoričeski sǎbitija i dejateli, 3e édition. Izdatelstvo na BAN, 1993.  (ISBN 954-430-155-0)
- Gardev, Borislav. 80 godini ot atentata v cǎrkvata Sveta Nedelja. Media Times Review.